# Thomas Fydell (Politiker, 1773)
Thomas Fydell (* 15. Dezember 1773; † 28. Juni 1814) war ein britischer Politiker.
Thomas Fydell war der zweitälteste Sohn von Thomas Fydell und dessen Frau. Fydell lebte seit 1800 aus gesundheitlichen Gründen in Südfrankreich. Als es 1803 zu erneuten Spannungen zwischen dem Vereinigten Königreich und Frankreich kam, wurde er als Engländer verhaftet. Sein Vater währenddessen, schlug ihn als Kandidat für seinen vakanten Sitz im House of Commons vor. Er selbst hatte diesen nämlich wegen Wahlunregelmäßigkeiten aufgeben müssen. Thomas Fydell wurde gewählt und vertrat nun vom 17. Mai 1803 bis 1806 den Wahlkreis Boston im Unterhaus. Durch das Eingreifen von Sir Joseph Banks, einem Freund seines Vaters, wurde Fydell im November 1803 freigelassen.
Er starb unverheiratet am 28. Juni 1814.